# Televizijska drama
Televizijska drama ili TV-drama označava svaku televizijsku emisiju dramskog sadržaja.
Televizijska drama u užem smislu predstavlja posebnu vrstu koja se razvila 1930-ih, a vrhunac je imala 1940-ih i 1950-ih godina: predstavljala je dramski tekst specifično napisan za izvođenje na televiziji. U to se doba zbog tehnoloških ograničenja televizijski program gotovo svuda morao prikazivati samo uživo, pa se televizijske drame na prvi pogled nisu posebno razlikovale od kazališnih predstava. Međutim, neke druge tehnološke specifičnosti, primjerice korištenje krupnih planova i specijalni efekti, omogućavale su drukčiju vrstu prezentacije radnje, likova i glume.
Televizijska drama počela je gubiti svoj klasični oblik s pronalaskom magnetoskopa koji je omogućio bilježenje i naknadno reproduciranje televizijske slike. Tada je TV-drama postala sinonim za dramske emisije snimljene magnetoskopskom tehnikom, najčešće u za to posebno opremljenim studijima. Istodobno su se za snimanje u eksterijerima koristile klasične filmske tehnike, pa se razvila posebna forma zvana televizijski film.
Dalji razvitak tehnologije, kao i sve veće međusobno ispreplitanje filmske i videotehnike u potpunosti je izbrisalo razliku između TV-drame i TV-filma, te je TV-drama postala sinonim za potonje. 
U posljednje se vrijeme, pod utjecajem engleske terminologije, izraz "TV-drama" u Europi rabi kao sinonim za dramsku seriju.

## Vanjske poveznice
- web.archive.org – Meyers Lexikon online: Fernsehspiel (njem.)
- Serling, Rod. "Writing for Television," Patterns. New York: Bantam, 1957.  Arhivirana inačica izvorne stranice od 26. kolovoza 2015. (Wayback Machine) (engl.)